# 酔白池駅
醉白池駅（すいはくちえき）は上海市松江区に位置する上海地下鉄9号線の駅である。

## 駅構造
- 島式ホーム1面2線を有する地下駅。開業当初からホームドア設置。駅の出入口は3箇所ある。

## 駅周辺
- 松江駅
- 醉白池
- 松江汽車駅(バスセンター)

## 歴史
- 2012年12月30日 - 開業。

## 隣の駅
■上海地下鉄9号線
上海松江駅駅 - 醉白池 - 松江体育中心駅　